# Зниження шуму
Зниження шуму (англ. noise reduction) — процес усування шумів з корисного сигналу з метою підвищення його суб'єктивної якості.
Системи шумозниження (СШП) — системи обробки сигналу для збільшення відношення сигнал/шум. Також для визначення СШП в російськомовних джерелах використовується термін рос. шумоподавитель.
Системи шумозниження широко використовуються як для обробки звукового (аудіо) сигналу, так і для відео (фото) сигналу. Більшість СШП діляться на два типи:
- Фільтрація. СШП обробляє сигнал при прийманні (відтворенні) або запису (передачі), очищуючи корисний сигнал від шуму. Більшість систем обробки фотозображень належить до цього типу.
- Системи, які модифікують сигнал для передачі. До них належать і аудіо компандерні системи шумозниження.

В електронних системах звукозапису основним джерелом шуму є теплові процеси, що впливають на рух електронів. Ці випадкові теплові зміни в русі підсилюються разом з корисним сигналом і при відтворенні сприймаються як шум.
У випадку кінофотоплівки та магнітної стрічки, шум (видимий і чутний) вноситься структурними часточками носія. В кіноплівці зернистість визначається чутливістю плівки, більш чутлива плівка має більшу зернистість. В магнітній стрічці більші гранули магнітних часток (зазвичай оксид заліза) більш схильні до створення шуму. Для компенсації цього використовуються більші площі плівки чи магнітної стрічки, щоб знизити шуми до допустимого рівня.

## Зниження шуму в звуковій техніці

Лого систем Dolby

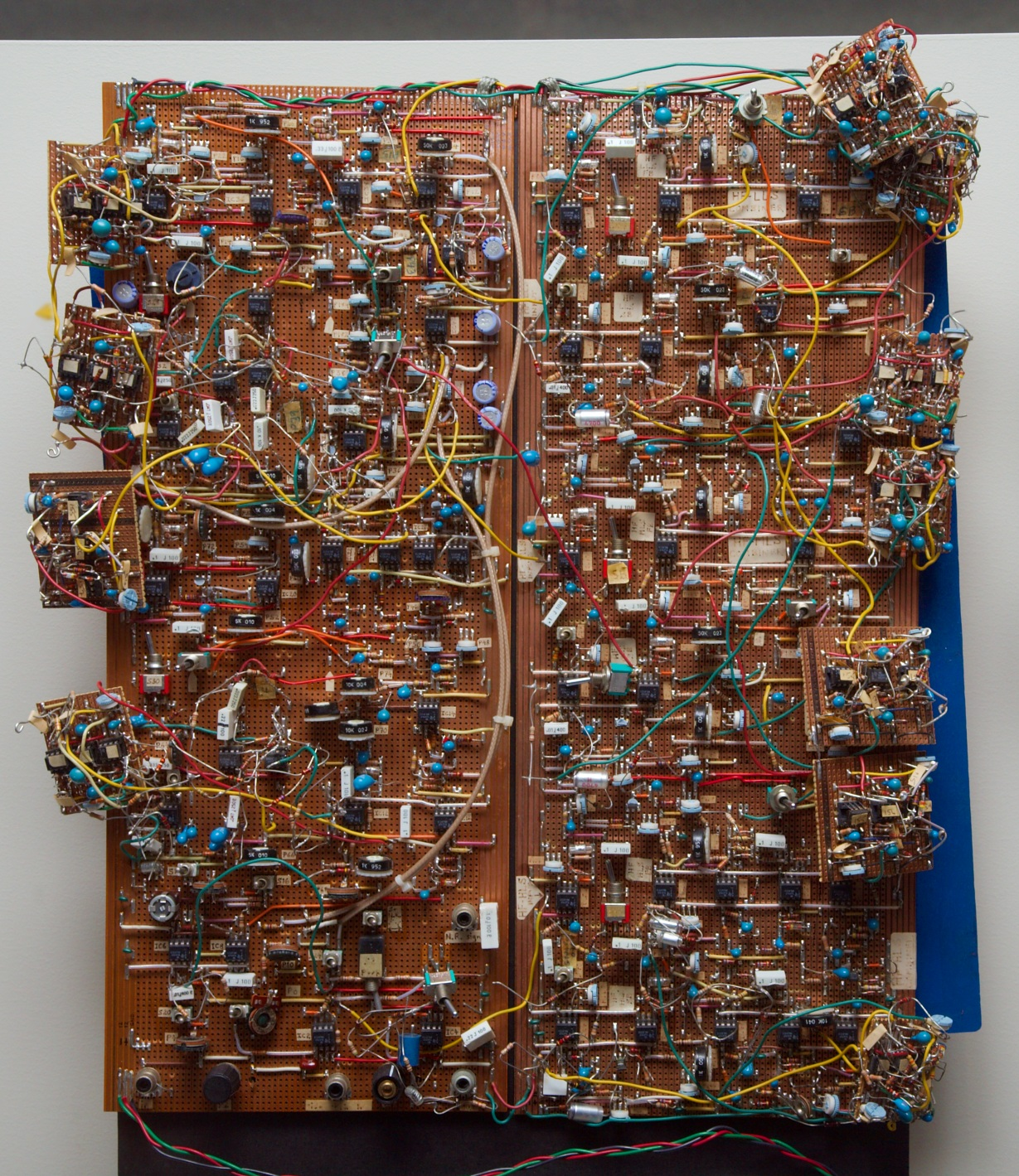
Макетна плата Dolby SR

### Компандерні системи шумозниження
Для покращання звучання в системах запису і передачі звуку здійснюється передкорекція звукового сигналу з використанням компандера. Компандерні системи шумозниження при передачі використовують попередню компресію сигналу, тобто стиснення динамічного діапазону, а при прийманні (відтворенні) отриманий сигнал експандується, тобто розширюється динамічний діапазон, при цьому зменшується рівень прониклих в канал передачі (запису) завад і шумів. Звідси назва систем: Компресор + Експандер = Компандер.
Оскільки обробка сигналів має дві сторони — приймальну і передавальну, то таку систему шумозниження заведено називати «двосторонньою» (англ. double-ended).
До такого типу відноситься широкосмугова частотнонезалежна система dbx і сімейство систем шумозниження Dolby NR з застосовуванням частотнозалежної обробки. Основна відмінність цих систем в тому, що в dbx обробка використовується до всієї смуги частот звукового сигналу, а в системах Dolby окремо в одній або декількох смугах частот з урахуванням рівня гучності кожної з них.

### Односторонні обмежувачі шуму
Другий тип алгоритмів передбачає процес покращення звучання наявного матеріалу. Отриманий сигнал обробляється «з одної сторони», а саме — при його відтворенні. По прийнятій термінології такі СШП називаються «односторонніми» (від англ. single-ended).
Найпростіший обмежувач шуму — пороговий обмежувач шуму або гейт (від англ. noise-gate), який блокує проходження сигналів в паузах фонограми. Він діє як простий вимикач — або повністю пропускає вхідний сигнал на вихід, або повністю його пригнічує. В сучасних моделях задається поріг спрацьовування, нижче якого сигнал не проходить. Це не завжди дає необхідний ефект, оскільки під час звучання тихих фрагментів рівень шуму залишається доволі високим і помітним на слух, або такі фрагменти можуть і зовсім заглушатись.
Інший спосіб обмеження шуму був розповсюджений серед касетних магнітофонів і мав назву DNL (від англ. Dynamic Noise Limiter — динамічний обмежувач шуму). На основі аналізу рівнів ВЧ-складових оброблюваного сигналу відбувалось їх ослаблення в тому випадку, коли їх рівень в загальному сигналі достатньо малий, і ними можна знехтувати. Для цього застосовувався ковзний адаптивний фільтр, який змінював смугу свого пропускання в залежності від спектра оброблюваного сигналу. Типовим представником динамічного типу була СШП «Маяк» (мікросхема К157ХП3, К157ХП4).
З розвитком цифрової обробки сигналів широке розповсюдження отримав метод спектрального віднімання. Суть метода в тому, що з амплітудно-частотного спектра корисного сигналу віднімається вказаний заздалегідь (або вирахуваний автоматично) спектр чистого шуму. Число частотних смуг, на які розбивається сигнал, в залежності від алгоритму може досягати декількох тисяч, тобто ширина смуги, в якій ведеться обробка, буде одиниці Герц. Це дозволяє ефективно відфільтровувати гармоніки корисного звукового сигналу від шумових складових.

## Зниження шуму в офісах

Акустичні офісні кабіни Silentbox
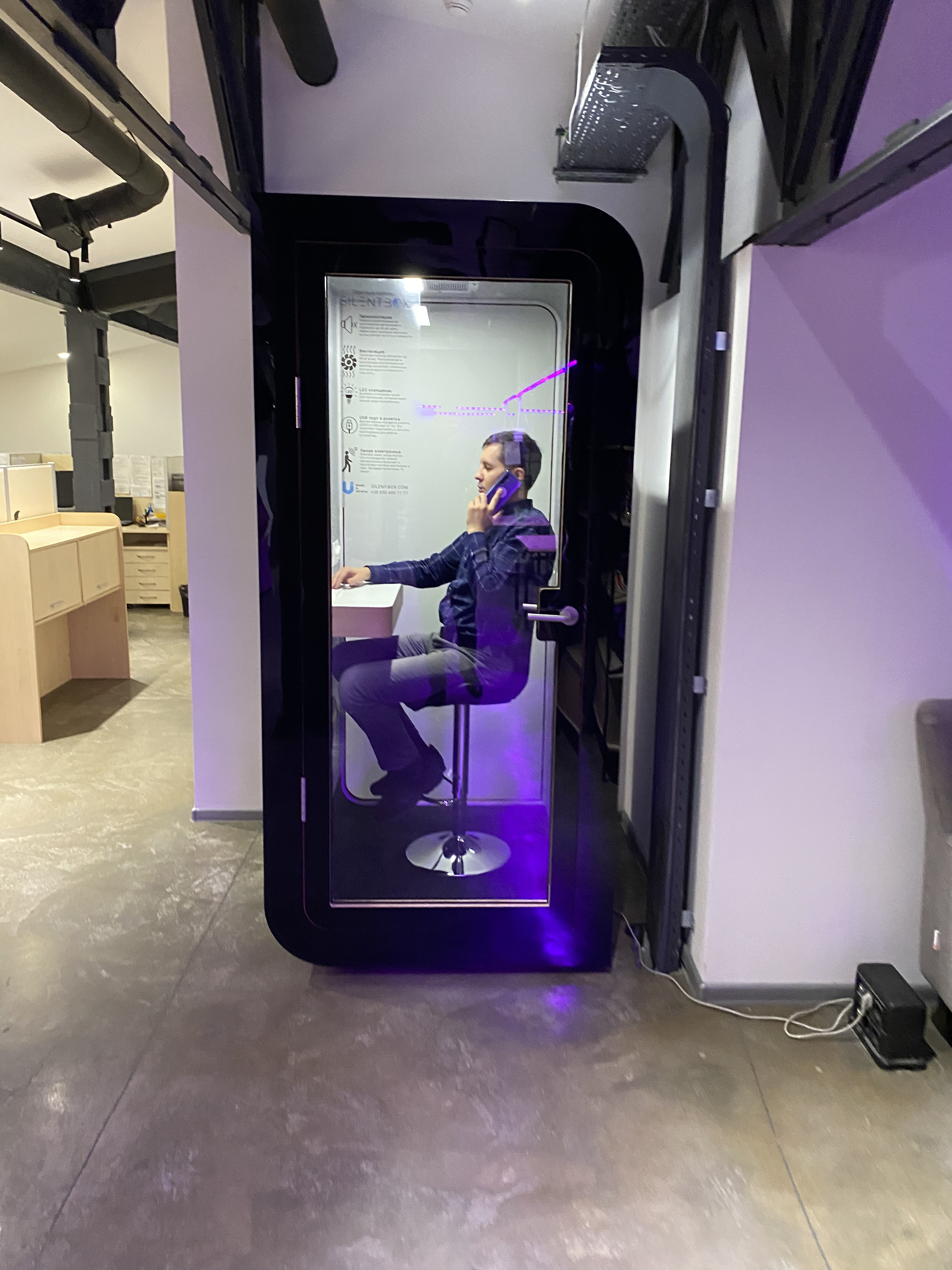
Акустична кабіна Silentbox Solo
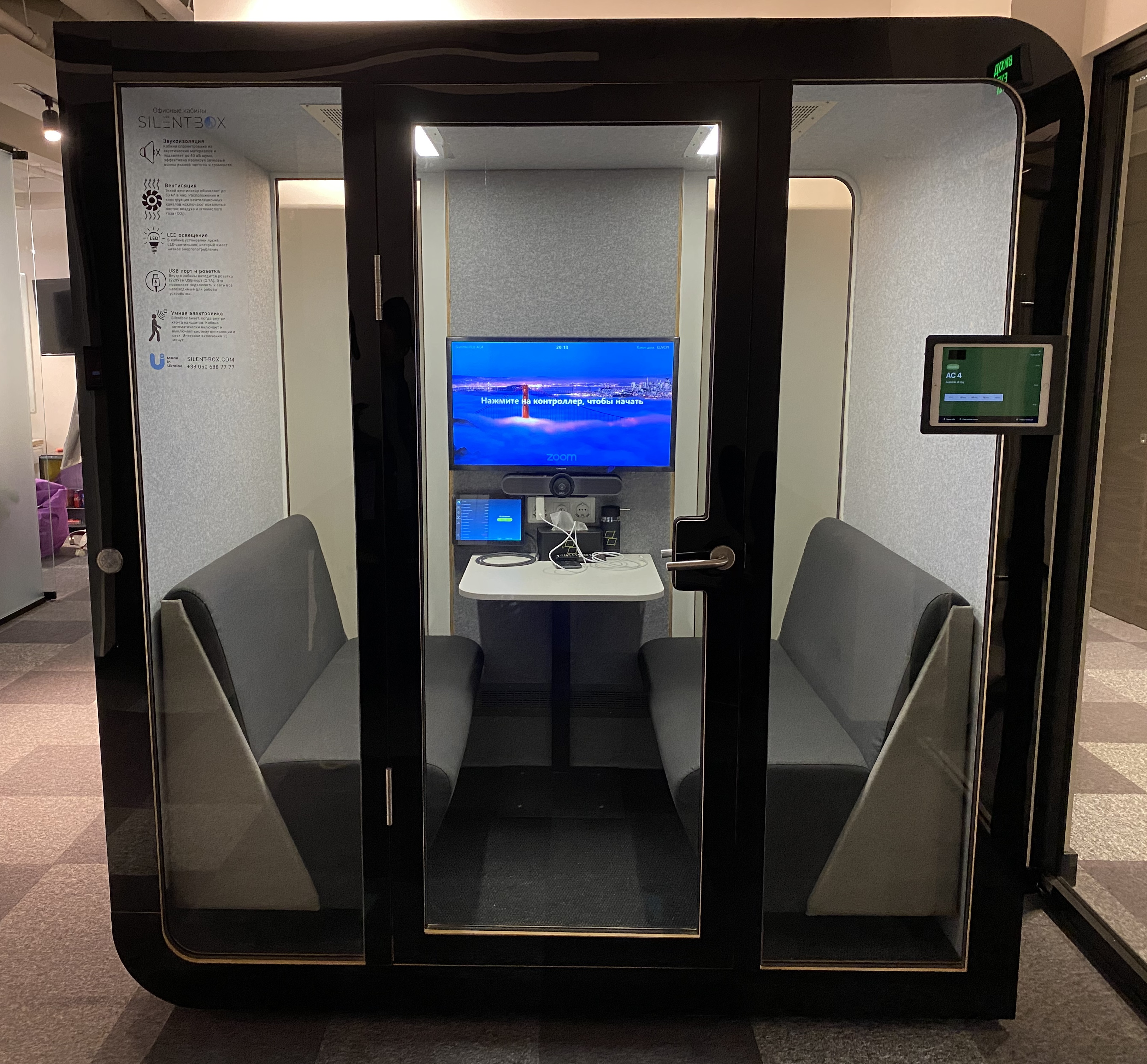
Акустична кабіна Silentbox Quartet

В офісах для зниження шуму використовують акустичні кабіни. В таких кабінах гарна звукоізоляція — всередині таких кабін можна працювати в тиші, навіть посеред шумного офісу. Або навпаки, проводити переговори і не заважати сусідам по офісу, бо звукоізоляція кабін буде глушити голосні розмови.

## Боротьба з шумом на зображеннях
Шумозниження при відтворенні зображень служить для покращання візуального сприйняття, однак можливе застосування в медицині для збільшення чіткості зображення на рентгенограмах, як передобробка для наступного розпізнавання і в інших випадках.
Причинами шумів на зображенні можуть бути:
- Аналоговий шум
  - Зернистість плівки
  - Бруд, пил
  - Подряпини
  - Відшарування фотографічної емульсії
- Цифровий шум
  - Тепловий шум матриці
  - Шум перенесення заряду
  - Шум квантування АЦП
  - Підсилення сигналів в цифровому фотоапараті
  - Бруд, пил на сенсорі

Цифровий шум може проявлятися в двох формах:
- шум світності (градації сірого) — зображення виглядає зернистим або плямистим.
- кольоровий шум — зазвичай у вигляді кольорових артефактів на зображенні.[1]

При цифровій обробці зображень використовується просторове шумозниження. Виділяють наступні методи:

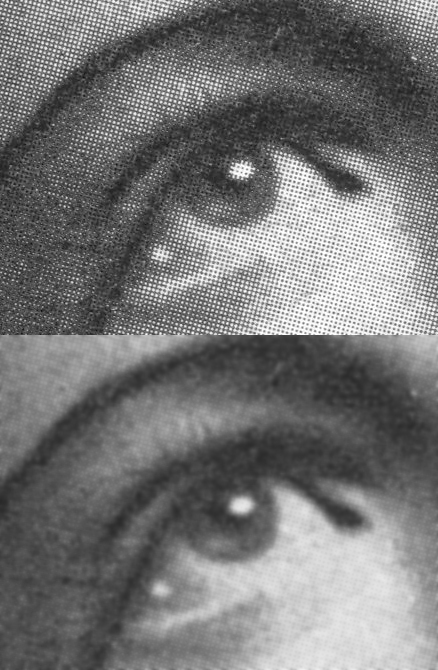
Гауссове згладжування може бути застосоване для отримання згладженого чорно-білого зображення з півтонного друку.

- Адаптивна фільтрація — лінійне усереднення пікселів по сусіднім
- Медіанна фільтрація
- Математична морфологія
- Гауссове згладжування
- Методи на основі дискретного вейвлет-перетворення
- Метод головних компонент
- Анізотропна дифузія
- Фільтри Вінера

## Зниження відеошумів
Зниження відеошумів — процес усування шуму з відеосигналу. Виділяють наступні методи шумозниження:
- Просторові методи — алгоритми усування шуму на зображенні використовуються для кожного кадру окремо.
- Часові методи — усереднення декількох послідовних кадрів. Можуть з'являтись артефакти у вигляді роздвоєння зображення.
- Просторово-часові методи — так звана 3D-фільтрація, об'єднують обидва методи, базовані на просторово-часовій кореляції зображення.

Методи усування шуму з відеосигналу розробляються і використовуються в залежності від типу шуму (спотворень). Типовими видами шуму або спотворень відеосигналу є:

### Аналоговий шум
Спотворення каналу радіопередачі
- ВЧ завади (цятки, короткі горизонтальні кольорові лінії і т. п.)
- Завади каналу яскравості і колірності (проблеми з антеною)
- Роздвоєння відео — поява хибних контурів

VHS спотворення
- Спотворення кольору
- Завади каналу яскравості і колірності (типово для VHS)
- Хаотичні зсуви ліній розгортки по краях кадру (зміщення сигналу горизонтальної синхронізації)
- Широкі горизонтальні шумні смуги (старі касети або забруднення відеоголовки)

Спотворення кіноплівки
- Бруд, пил
- Подряпини
- Відшарування фотографічної емульсії
- Відбитки пальців

### Цифровий шум
- Артефакти стиснення — спотворення сильної компресії потоку даних
- Облямівка — для низьких і середніх бітрейтів, особливо для мультиплікаційних фільмів
- Розбивання зображення на квадратні блоки («розсипання»), завмирання зображення — спотворення у випадку пропадання цифрового сигналу або ушкодження носія (подряпини на DVD, зминання стрічки DV).